# Lúcio Élio Sejano
Lúcio Élio Sejano (em latim: Lucius Aelius Seianus; Volsínios, 20 a.C. — 18 de outubro de 31 d.C) foi prefeito da guarda pretoriana e em dada altura o homem mais influente na Roma Antiga, durante o reinado do imperador Tibério.
De origem humilde, Sejano subiu na hierarquia militar até se tornar líder dos pretorianos, a guarda de elite do imperador, conhecida como a Guarda Pretoriana, da qual foi Prefeito de 14 até a sua morte em 31. Rapidamente se tornou o braço armado das políticas de repressão impostas por Tibério, após seu auto-exílio em Capri. Sejano tentou entrar para a família imperial ao casar com a viúva do filho do imperador, mas foi impedido; passou então a alimentar rancor para com Tibério. Em 31, Sejano foi nomeado cônsul e organizou uma conspiração contra o próprio imperador e tomar o seu lugar; Tibério, no entanto, descobriu o plano por intermédio de Antônia, a Jovem, e mandou executá-lo.
Embora a Guarda Pretoriana fosse estabelecida e organizada pelo primeiro imperador romano César Augusto, Sejano, ao ser designado Prefeito do Pretório, introduziu uma série de reformas no corpo que o transformaram de um simples grupo de guarda-costas a um poderoso ramo governamental de grande influência que participava da administração civil e da segurança pública. Os câmbios introduzidos por Sejano teriam um grande impacto durante o Principado.
Durante a década de 20, Sejano acumulou gradualmente poder político, consolidando a influência que exercia sobre Tibério e eliminando os seus adversários políticos, entre eles o filho do imperador, Júlio César Druso. Quando Tibério se retirou para a ilha de Capri em 26, Sejano ficou na posse de toda a administração e agia como governante de facto. O Prefeito tornou-se num dos homens mais poderosos e temidos da cidade. Finalmente, a sua carreira terminou em 31, quando ele e os seus seguidores foram executados devido à existência de suspeitas de conspirar contra Tibério.

## Família
Sejano nasceu em 20 a.C., em Volsínios, Etrúria, no seio da família de Lúcio Seio Estrabão e Coscônia Lêntula Maluginense. A família do futuro prefeito pertencia a ordem equestre, uma das duas classes mais altas da sociedade romana, somente superadas pela elite, formada pelos patrícios e os senadores. O avô de Sejano, porém, mantinha relações com a classe senatorial através da sua amizade com Terência, a mulher de Caio Mecenas, um dos mais poderosos aliados políticos do imperador Augusto.
O pai de Sejano, Estrabão, reforçou as relações com a elite através do seu primeiro matrimônio com Élia, filha do cônsul Quinto Élio Tuberão, com a que teve um filho chamado Lúcio Seio Tuberão, que foi cônsul sufecto em 18. Após a morte de Élia, Estrabão casou-se com Coscônia Lêntula Maluginense, irmã de Sérvio Cornélio Lêntulo Maluginense (cônsul sufecto em 10) e Públio Cornélio Lêntulo Cipião, cônsul sufecto em 2, e meia irmã de Quinto Júnio Bleso, cônsul sufecto em 10. Com Coscônia, Estrabão teve um filho chamado Lúcio Seio, que mais tarde seria adotado na gente Élia por Élio Galo (ou por Sexto Élio Cato) e passaria a chamar-se Lúcio Élio Sejano ou Sejano.
A família adotiva de Sejano contava com dois cônsules, Quinto Élio Tuberão (cônsul em 11 a.C.) e Sexto Élio Cato (cônsul em 4). O tio de Sejano, Lúcio Bleso distinguiu-se como comandante militar e foi eleito procônsul da província da África em 21. Obteve as honras do triunfo ao suprimir a rebelião de Tacfarinas.
Segundo o antigo historiador Tácito, Sejano foi também amigo do rico Marco Gávio Apício, cuja filha pôde ter sido a primeira esposa de Sejano. Com a sua primeira esposa teve três filhos, dois filhos e uma filha: Estrabão, Capito Eliano e Junilla.

## Ascenso ao poder

### Prefeito do Pretório
É provável que Estrabão, o pai de Sejano chamasse a atenção de Augusto através da amizade que manteve o seu avô com a mulher do aliado do imperador Caio Mecenas. Em algum momento entre 2 e 6, foi designado membro da Guarda Pretoriana, uma das posições mais privilegiadas que um cavaleiro podia ostentar no Império Romano. Sejano realizou satisfatoriamente as suas funções até a morte do imperador em 14 d.C. Pouco se sabe desta parte da vida de Sejano, embora, segundo relata Tácito, acompanhasse o herdeiro adotivo de Augusto Caio César durante as suas campanhas na Armênia de 1 a.C. Quando Tibério sucedeu Augusto em 14, Sejano foi designado Prefeito do Pretório como colega do seu pai Estrabão.
A Guarda Pretoriana era um corpo de guarda-costas de elite, criado por Augusto em 27 a.C., com a função específica de proteger a vida do imperador e do restante de membros da família imperial. Posteriormente os pretorianos foram adquirindo poder e chegaram a administrar os assuntos civis e a segurança pública. A sua presença servia além de recordatório para o povo e para o Senado da forte base de poder que sustentava os imperadores. Augusto porém, buscando não ofender os republicanos, não permitiu que a guarda estivesse composta por mais de nove coortes (menos tropas que uma legião romana), as quais eram comandadas por dois prefeitos.
Quando Estrabão foi nomeado governador do Egito em 15, Sejano tornou-se comandante único das forças pretorianas e iniciou uma série de reformas que reforçariam o poder dos pretorianos, que se tornaram numa ferramenta principal para atingir o trono. Os vinte acampamentos, dispersos pela cidade,  foram concentrados em um único, nas cercanias da cidade, e o número de coortes aumentou de nove a doze, uma das quais acompanhariam ao longo do dia a família imperial. Quebrou-se a tradicional cooperação entre dois prefeitos pretorianos, e Sejano nomeava como se fosse um autocrata a tribunos e centuriões. As reformas de Sejano supunham a disponibilidade e lealdade de uma força de 12 000 soldados acampados nas cercanias de Roma. Tibério abandonou a prudência de Augusto e exibiu a Guarda nos desfiles.

### Disputa com Druso

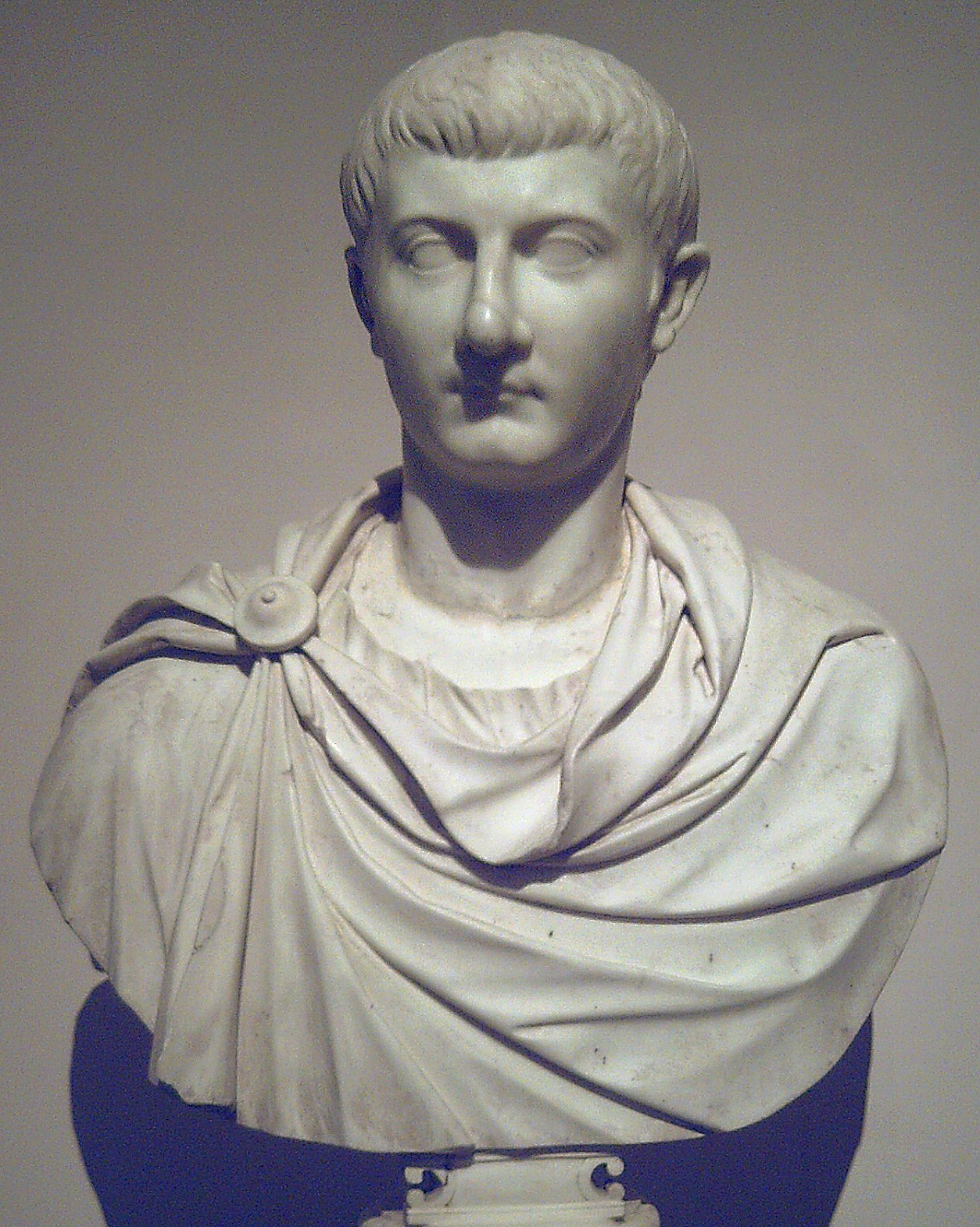
Julho César Druso, filho de Tibério e inimigo de Sejano.

Em qualidade de Prefeito do Pretório, Sejano tornou-se depressa num assessor e conselheiro de confiança de Tibério. Em 23 já exercia uma considerável influência sobre as decisões tomadas pelo imperador, quem referia Sejano como "o meu companheiro". A essas alturas, Sejano já atingira o pretorado, uma posição que não era habitual que ostentassem membros da ordem equestre. Erigiu-se uma estátua na sua honra no Teatro de Pompeu  e no Senado os seus seguidores foram promovidos a postos privilegiados. Contudo, a classe senatorial não via com bons olhos a ascensão de Sejano e ganhou a inimizade da família imperial, sobretudo do filho de Tibério, Júlio César Druso.
A inimizade entre Sejano e Druso remontava a 15 d.C., ano em que estouraram distúrbios entre as legiões estacionadas na Germânia e na Panônia. Embora o seu filho adotivo Júlio César Germânico sufocasse com sucesso a rebelião, Tibério enviou o seu próprio filho Druso acompanhado por duas coortes comandadas por Sejano. Druso sufocou depressa o restante do motim e executou os líderes que o instigaram. Os executores dos assassinatos foram os pretorianos. Apesar deste sucesso, ao longo dos seguintes anos observa-se uma crescente animosidade entre Sejano e Druso.
Após a ascensão de Tibério ao trono, o imperador conferira gradualmente poder ao seu filho biológico confirmando-o como o seu sucessor ao ceder-lhe o comando das legiões da Ilíria em 18. e o consulado conjunto com Tibério em 21. Contudo, Sejano exercia como a mão direita do imperador e ambicionado ampliar o seu poder. Em 20 d.C. tentou reforçar a sua relação com a família imperial ao oferecer em matrimônio a sua filha Junila a Cláudio Druso, o filho de Cláudio. Nesse momento a menina tinha apenas quatro anos, mas o matrimônio foi impedido ao falecer o moço acidentalmente.
Quando fracassou na sua tentativa de ingressar na família imperial, Sejano focou a sua atenção em eliminar o seu rival Druso. A inimizade entre ambos chegara a um ponto crítico em 23, assim, Druso ferrara um soco a Sejano lamentando-se abertamente de que "um estrangeiro participasse no governo enquanto estava vivo o filho do imperador".
Quando Tibério já tinha chegado aos sessenta anos de idade, a ascensão ao trono de Druso via-se cada vez mais perto. Para assegurar a sua posição e a sua vida, Sejano conseguiu seduzir a mulher de Druso, Lívila, e entre os dois conspiraram para assassinar o enganado esposo. Lívila envenenou lenta e letalmente a Druso, que faleceu a 13 de setembro de 23.

### Consolidação de poder

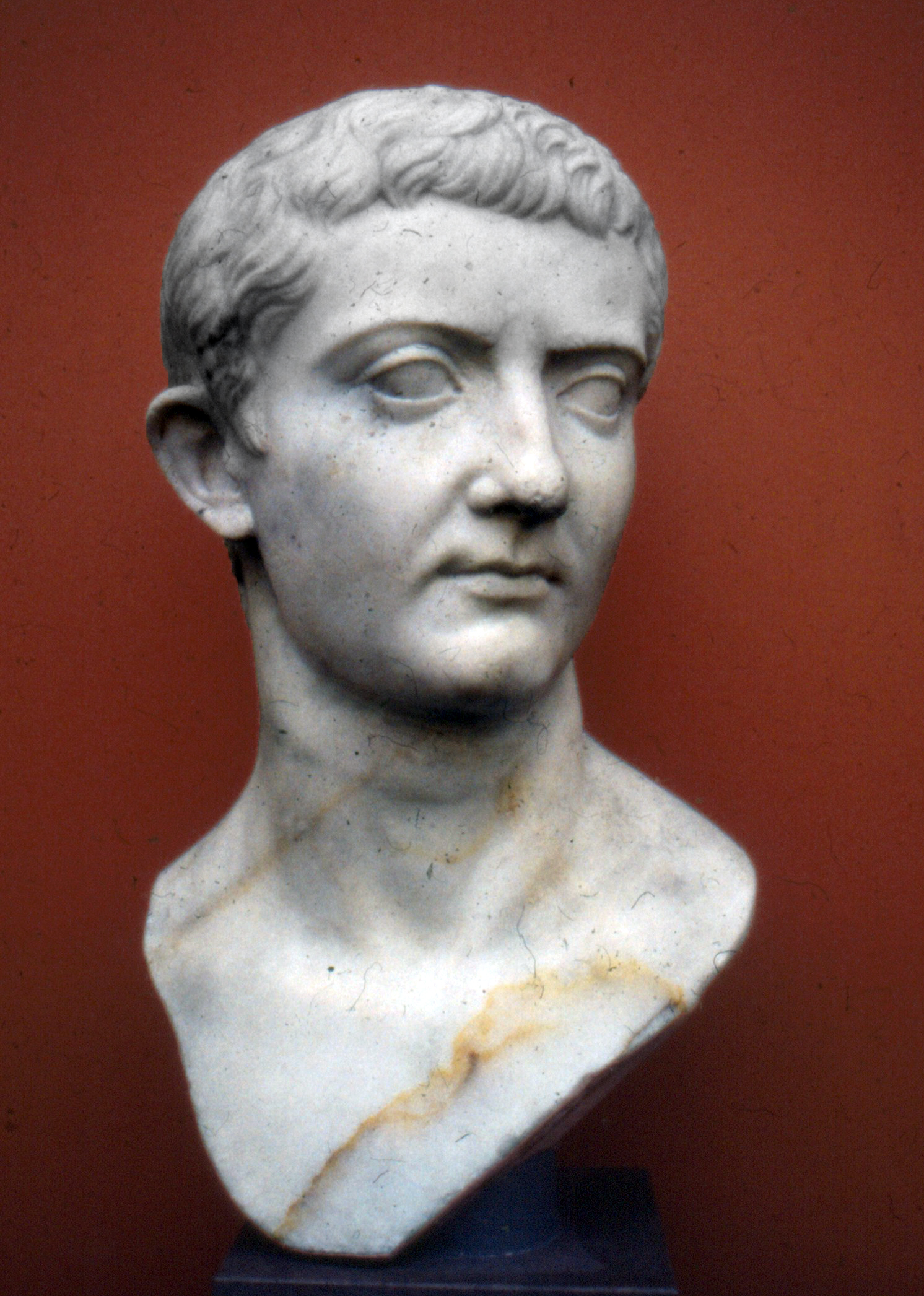
Busto de Tibério.

Tibério, durante o seu reinado, fora delegando progressivamente as suas tarefas em outros, até finalmente retirar-se para a ilha de Capri, deixando grande parte da administração do Império nas mãos de Sejano. A perda do filho foi um grande golpe, tanto pessoal quanto político para Tibério, acostumado a delegar gradualmente as suas responsabilidades imperiais no seu filho à medida que este crescia. A morte de Druso frustrou os seus planos e Tibério renegou definitivamente das suas responsabilidades, cedendo todo o poder a Sejano, na espera de que crescessem os filhos do grande general Germânico.
Germânico morrera em 19 em circunstâncias suspeitosas na Síria (provavelmente envenenado por Cneu Calpúrnio Pisão), e por causa da sua morte, a sua esposa Agripina, a Maior voltara para Roma com os seus filhos e unira-se a um grupo de senadores que se opunham ao crescente poder de Sejano. As relações entre Agripina e o imperador eram más, devido a que à sua chegada à capital manifestara a sua convicção inequívoca de que o assassino de Germânico fora contratado por Tibério. Também surgiu uma grande inimizade com a viúva de Augusto, Lívia Drusila, que se opunha às ambições de Agripina. Pela sua vez, Sejano via uma potencial ameaça nos filhos de Agripina, Nero César, Druso César e Caio Calígula.
Sejano tentou novamente ingressar na família imperial ao solicitar o matrimônio com Lívila em 25, após ter-se divorciado em duas ocasiões da sua primeira esposa. Possivelmente Sejano procurava com este matrimônio ingressar na família imperial e, graças à sua condição de membro da dinastia júlio-claudiana, ser um possível candidato à sucessão. O imperador recusou a proposta do pretoriano, ao que advertiu de que corria perigo de se ultrapassar na sua posição. Esta inesperada réplica fez com que o ambicioso Sejano mudasse de planos e tentasse isolar Tibério em Roma. A crescente paranoia que experimentava o imperador e os seus receios para Agripina e para o Senado, fizeram que se retirasse para a Campânia em 26 e finalmente para Capri em 27, onde permaneceria até a sua morte em 37. Ao ter acesso à correspondência imperial, Sejano controlava por completo a informação que circulava entre o Senado e Tibério.
A retirada de Tibério implicou que todo o poder ficasse nas mãos de Sejano, que agiu satisfatoriamente até a morte de Lívia em 29. A partir da morte de Lívia, Sejano iniciou uma série de juízos na cidade, mediante os quais eliminava os seus inimigos políticos, aos que proscrevia aumentando o Tesouro e a sua própria fortuna. Muitas das vítimas que eram falsamente acusadas por redes de espias e informantes optaram por se suicidar em lugar de ser condenados em juízos amanhados e, por conseguinte, executados. Entre os que caíram estava Caio Asínio Galo, influente senador que se opunha a Tibério e que estava vinculado à facção de Agripina. A própria Agripina e dois dos seus filhos foram exilados em 30, e faleceram de inanição em suspeitosas circunstâncias. O único filho de Germânico que conseguiu sobreviver a Sejano foi Calígula, que foi para Capri com Tibério em 31.

## Queda

### Juízo
Em 31, apesar da sua categoria equestre, Sejano compartilhou o consulado com Tibério in absentia, e finalmente casou-se com Lívila. O imperador não aparecera por Roma desde 26 d.C., e Sejano tornou-se no governante de facto do Império. Os senadores e os cavaleiros tratavam-no como se fosse tal, o seu aniversário celebrava-se pelas ruas de Roma e erigiram-se estátuas na sua honra. Após esmagar os seus opositores políticos, a posição de Sejano tornou-se praticamente intocável. Dião Cássio descreve-o assim:
| “ | Sejano ostentou tanto poder e tanto orgulho que parecia ser o próprio imperador. | ” |

Durante muitos anos de intrigas e maquinações ao serviço do imperador, Sejano forjara o seu próprio caminho para se tornar o homem mais poderoso do Império. Porém, no final de 31 foi detido, julgado, condenado e executado sem contemplações. As razões da sua súbita queda não são totalmente claras: os antigos historiadores acreditavam que a conspiração que iniciara Sejano contra o imperador chegara a ouvidos de Tibério e este decidira agir, enquanto os modernos historiadores acreditam que Sejano não sonhava com obter o poder para si mesmo, mas ambicionava agir como regente de Tibério Gemelo, filho de Druso ou do filho de Germânico, Calígula. A parte da obra de Tácito Anais que relata este tema perdeu-se. Segundo o historiador judeu-romano Flávio Josefo foi Antônia Menor, mãe de Lívila, que alertou Tibério da conspiração de Sejano ao enviar uma carta a Capri. O portador da carta foi o famoso liberto Marco Antônio Palas.
O historiador Dião Cássio proporciona informação detalhada dos fatores que terminaram na queda do pretoriano na sua obra História Romana, escrita 200 anos depois. Parece que, ao ter Tibério notícias de que Sejano usurpara a sua autoridade em Roma, tomou de imediato medidas para o expulsar, mas deu-se conta de que condená-lo poderia iniciar uma rebelião armada. O imperador enviou uma série de cartas contraditórias para o Senado, em algumas das quais elogiava Sejano e os seus seguidores e em outras condenava-os. Tibério demitiu das suas funções como cônsul, obrigando Sejano a fazer o mesmo. Calígula foi investido com as honras do sacerdócio, reavivando o apoio popular para a casa de Germânico. A confusão resultante das ações do imperador fez com que muitos dos partidários de Sejano o abandonassem até ficar o assunto aclarado, e ampliou a influência de Tibério em Roma.
Quando se tornou evidente que Tibério retirara o apoio a Sejano e que este ficara desprovido de muitos apoios, com os que o imperador temia enfrentar-se, Tibério escolheu Névio Sutório Macro, prefeito dos vigiles (corpo de polícia e bombeiros romanos) alinhando-o como possível sucessor de Sejano. A 18 de outubro de 31 Tibério convocou Sejano ao Senado, comunicando-lhe numa carta os seus desejos de investi-lo com os poderes tribunícios. Ao entrar no Senado, ao amanhecer, os senadores felicitaram-no pelo seu novo cargo, mas enquanto isso, Macro estava assumindo a prefeitura dos pretorianos um corpo de vigiles rodeara o edifício. Quando leram a carta, os senadores acusaram Sejano e ordenaram a sua detenção, os vigiles irromperam na Câmara e levaram Sejano para o cárcere.

### Execuções e consequências

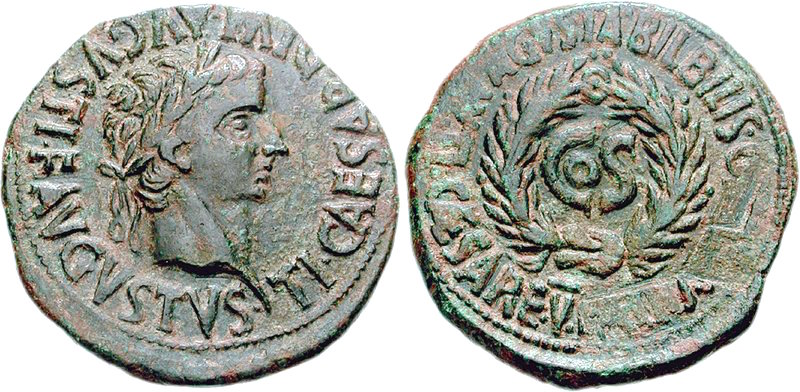
O Senado emitiu uma Damnatio memoriae sobre Sejano, e todas as recordações do pretoriano foram eliminadas. Moeda com a inscrição Lucius Aelius Seianus

Em 31 Sejano foi detido e condenado à morte. O Senado emitiu uma Damnatio memoriae sobre ele e, portanto, foram destruídas todas as estátuas que se erigiram na sua honra e o seu nome desapareceu de todos os registros públicos. As moedas nas quais figurava desapareceram da circulação. A noite do dia em que foi detido, o Senado celebrou uma sessão no Templo da Concórdia e condenou-o formalmente. Sacaram Sejano do cárcere e estrangularam-no, o seu corpo foi arrojado pelas Escadas Gemônias, onde uma multidão enfurecida rasgou-o em pedaços.
Os distúrbios que se seguiram à morte do Prefeito eram relacionados ao regime de terror que ele levara a cabo. Os pretorianos, pela sua vez, começaram a saquear casas quando foram acusados de agir por afeto ao seu antigo prefeito. O filho maior de Sejano, Estrabão foi detido e executado a 24 de outubro. Ao saber da morte do seu filho, a primeira mulher de Sejano suicidou-se a 26 de outubro, após enviar uma carta a Tibério relacionando Sejano com a morte de Druso, e alegando que contava com a cumplicidade de Lívila. As acusações da finada esposa foram corroboradas por uma série de confissões de Lívila, nas quais admitia ter envenenado Druso.
Enfurecido, Tibério ordenou celebrar uma série de execuções sistemáticas na cidade. A própria Lívila suicidou-se ou, como conta a lenda, foi obrigada a falecer de fome pela sua própria mãe Antônia. Os outros filhos de Sejano, Capito Eliano e Junilla foram detidos e executados em dezembro desse mesmo ano. Segundo antigos historiadores não existia precedente na execução de uma virgem, e portanto, Junilla foi violada antes de ser estrangulada. Em princípios desse mesmo ano, foi aplicada uma damnatio memoriae sobre Lívila.
Embora num primeiro momento Roma se regozijasse da morte de Sejano, a cidade pronto caiu presa de uma série de juízos que Tibério ordenou com o objetivo de capturar todos os que pudessem ter apoiado Sejano. As filas do Senado foram dizimadas e os que mais sofreram foram os integrantes da dinastia júlio-claudiana. Nada escapou da ira de Tibério. As detenções e execuções eram agora supervisadas pelo novo Prefeito do Pretório, Quinto Névio Sutório Macro. Esta política de agitação continuou até a morte de Tibério em 37 d.C., quando foi sucedido pelo filho de Germânico Caio Calígula.

## Legado

### Guarda Pretoriana
Desde a morte do primeiro imperador, Augusto,  a 19 de agosto de 14, a Guarda Pretoriana começou a empregar a sua força militar para impor os seus critérios e ambições dentro da administração do Império. A mais importante das reformas de Sejano foi a fundação do acampamento base da Guarda, o Acampamento pretoriano (Castra praetoria), que unificava todas as forças da cidade. O poder político da Guarda tornou-se evidente, precisando Tibério, em 31,  empregar  alguns vigiles como guarda. pessoal.
Quando Sejano alcançou o poder através da sua prefeitura da Guarda, validou a predição que  realizara Caio Mecenas ao imperador Augusto de que era perigoso deixar um só homem no comando da Guarda. O historiador Dião Cássio argumenta que, após a morte de Sejano, somente um Prefeito do Pretório alcançou tanto poder, Caio Fúlvio Plauciano. A partir  da morte de Sejano, a Guarda começou a desempenhar uma política ambiciosa e sangrenta, através da qual alcançou riqueza e poder assassinando, ocasionalmente,os próprios imperadores e intimidando os seus próprios integrantes ou o povo romano. Em 41, o sucessor de Tibério, Calígula, foi assassinado pela própria Guarda, que colocou Cláudio no trono, acreditando que o aparentemente indolente ancião seria fácil de manejar. O Senado, porém, atreveu-se a opor-se à Guarda.

### Historiografia
Exceto Veleio Patérculo, os historiadores antigos coincidem em condenar  Sejano, embora difiram na teoria de quem manipulou, se Sejano manipulou Tibério ou Tibério manipulou Sejano. Segundo Suetônio, Sejano foi apenas um instrumento de Tibério, a mão executora na queda de Germânico e a sua família, ao que o imperador eliminou quando deixou de ser útil. Tácito, afirma porém, que o governo de Tibério sofreu uma degradação após a chegada da corruptora influência de Sejano, embora também se amostre duro com o próprio imperador.
Entre os escritores que foram vítimas do regime de terror do prefeito, encontram-se os historiadores Aulo Cremúcio Cordo, Veleio Patérculo e o poeta Fedro. Cordo foi conduzido a juízo por Sejano, em 25, sob acusações de traição. O poeta foi acusado de elogiar Marco Júnio Bruto e Caio Cássio Longino, falando deles como os "últimos  autênticos romanos", o que era considerado um delito em virtude da Lex Maiestas, e portanto, o Senado ordenou a queimada dos seus escritos.
Fedro tornou-se suspeitoso de ter aludido a Sejano nas suas Fábulas, e por isso recebeu ameaças de morte (Cf. Fábulas I.1, I.2.24, e I.17). Veleio Patérculo foi um historiador e contemporâneo de Sejano cujos dois volumes da sua grande obra, a História Romana falam de Roma, da Queda de Troia até a morte de Lívia Drusila em 29. Na sua obra, Patérculo fala bem tanto de Sejano quanto de Tibério, e até mesmo defende a posição do primeiro no governo apesar da sua classe equestre. É desconhecida, no entanto, se a defesa de Patérculo era devida a uma autêntica admiração ou a simples interesse, embora se conheça que foi assassinado na qualidade de amigo de Sejano durante as purgas ordenadas por Tibério após a morte do pretoriano.